# Fazaña
El juicio del albedrío (o fuero del albedrío) fue un sistema utilizado en Castilla para resolver los pleitos, que suponía que los jueces no debían fallar en función de ningún texto legal, sino simplemente basándose en los usos y costumbres de la zona.
Las sentencias así dictadas, en función de la libre interpretación de las costumbres jurídicas por parte de los jueces, se denominaban fazañas o exemplos. Este sistema corresponde al estadio jurídico de creación judicial del Derecho.
Las fazañas, es decir, los fallos pronunciados conforme al sistema del albedrío, permitían el reconocimiento del Derecho consuetudinario, exteriorizándolo de este modo y permitiéndole convertirse en normas de Derecho reconocibles y aplicables en el futuro. Las decisiones contenidas en éstas servían como precedente para resolver casos semejantes. Por ello, las fazañas son consideradas un ejemplo histórico de la jurisprudencia actuando como fuente del Derecho (Derecho jurisprudencial).

## Aplicación
Este sistema fue aplicado en aquellas zonas de España donde no existió un texto jurídico que fuere aplicado o conocido por todos.

### Castilla
Las fazañas florecieron ante todo en el Condado de Castilla, debido a la escasa implantación que allí tuvo el Liber Iudiciorum. Según la tradición, los castellanos se resistían a concurrir a León para solucionar sus conflictos conforme al Liber Iudiciorum, debido a la lejanía de ésta y la complejidad del texto. Por dicha razón, decidieron nombrar jueces propios para resolver sus pleitos.
Tras la independencia del condado, en tiempos de Fernán González, y la subsecuente liberación respecto a la autoridad leonesa, los castellanos quemaron los ejemplares del Liber Iudiciorum en Burgos y designaron alcaldes en las diversas comarcas para que juzgaran conforme al sistema del albedrío.
Con el paso del tiempo, se elaboraron diversas colecciones de fazañas, donde se recopilaba fundamentalmente la parte resolutiva –el precepto abstracto– y no la expositiva –los antecedentes de hecho del caso–, con el fin de permitir utilizarlas como precedente. Asimismo, también fueron incorporadas al texto de las primitivas cartas de fuero, junto a disposiciones de los concejos, ciertas costumbres fijadas por escrito y otros privilegios concedidos, en el proceso de reformulación de los derechos locales, que dio origen a textos refundidos conocidos en aquel tiempo como libro del fuero o padrón, actualmente denominados fueros semibreves. 
A partir del siglo XIII el papel de las fazañas como fuente del Derecho entró en crisis y fueron reemplazadas por el sistema foral. El rey Alfonso X ordenó a los jueces en Castilla que, a falta de ley o fuero, debían remitir el caso al monarca, para que este lo resolviera.

### Vascongadas
En las Vascongadas, el sistema del juicio del albedrío subsistió hasta el siglo XV.